# Torsten Palm (konstnär)

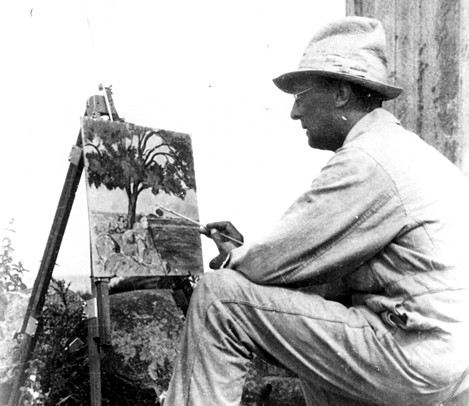
Torsten Palm.

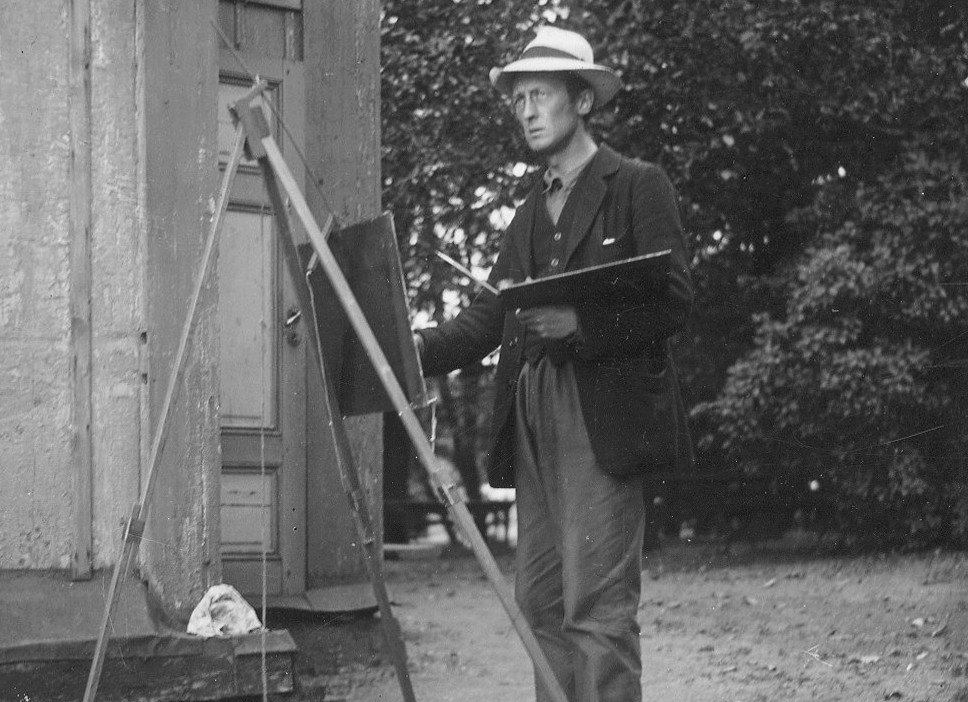
Torsten Palm utanför Sjövillan på Smedsudden, 1917.

Carl Torsten Ivar Palm, född 8 september 1885 i Vaxholm, död 13 april 1934 i Bromma i Stockholm, var en svensk målare och grafiker, ledare för de så kallade intimisterna. Han var son till fängelsedirektören major Carl Palm och Doris Franke och gifte sig 1932 med Gunborg Cassel (1905-1998), dotter till borgmästaren i Kalmar Oscar Cassel, i hennes första äktenskap. Palm är begraven på Vaxholms kyrkogård.

## Biografi
Torsten Palm studerade vid Althins målarskola 1904-1905 och vid Konstakademien 1905-1909. Han knöt vänskapsband med Victor Axelson och Gösta Sandels och delade därefter tidvis ateljé med Axelson. Sedan mitten på 1910-talet tillhörde han den grupp som brukar kallas Smedsuddskoloristerna, det vill säga Ivar Johnsson, Victor Axelson, Fritiof Schüldt, Axel Nilsson , Hilding Linnqvist och Alf Munthe. Åren 1920-1924 studerade han i Frankrike bland annat för Paul Cézanne. Torsten Palm knöt an till impressionismen, exempelvis Camille Pissarro, Cézanne och Alfred Sisley och han har kallats "den svenske Sisley". Han tillhörde den grupp som brukar kallas Smedsuddskoloristerna tillsammans med Ivar Johnsson, Vera Schlyter-Jonsson, Victor Axelson och Alf Munthe. Han var en av initiativtagarna till konstnärsgruppen Färg och Form och dess förste ordförande.
Han bildade sin stil som finstämd landskapsmålare med motiv från stockholmstrakten och från Öland, där han från 1926 slöt sig kring kretsen kring William Nording och blev en typisk representant för Vicklebyskolan.
Han utvecklades till en av de ledande ölandsmålarna från 1900-talets första hälft, där öns natur, flora, ljusspel och stämningar inspirerade honom. Omkring 400 verk av honom är kända, huvudsakligen i olja, men också torrnål, grafik och keramikdekoration. Han har gjort endast någon enda monumentalmålning, en väggmålning med ölandsmotiv i Stagneliusskolan i Kalmar.
En bror till Torsten Palm var Göran Palm, som 1931 blev rektor för Ölands folkhögskola i Ölands Skogsby. Från 1950-talet blev denna under ett halvsekel ett konstcentrum genom den årliga Skogsbyutställningen (tidigare kallad "Ölandssalongen") på sensommaren, där ett stort antal på Öland verksamma målare inbjöds att ställa ut sina verk. Utställningarna blev mycket uppmärksammade och var ett viktigt instrument i Ölands konstliv. En släkting och elev till Torsten Palm var konstnären Gösta Palm. 
Palm är representerad vid bland annat Göteborgs konstmuseum, Kalmar konstmuseum, Malmö museum, Moderna museet, Nationalmuseum, och Norrköpings konstmuseum. 1945 anordnade Nordiska museet en minnesutställning över Palm.